# Roque (sport)
Pour les articles homonymes, voir Roque.
Le roque est une variante américaine du croquet. Au croquet, le roque consiste à placer une boule au contact d’une autre pour les pousser toutes deux ensuite d’un seul et même coup.
Le roque a figuré au programme des Jeux olympiques d'été de 1904, organisés à Saint-Louis dans le Missouri. Les trois participants étaient alors tous trois de nationalité américaine (voir les résultats détaillés). Ce sport a depuis disparu du programme olympique.
En 1916 est fondée la ligue américaine de roque (American Roque League). Au cours des années 1930, ce sport remporte un certain succès, si bien que plusieurs terrains destinés à sa pratique sont aménagés. Actuellement[Quand ?], tous les étés, au cours des Heritage Days, un tournoi de roque prend place dans la ville d'Angelica, située dans l'État de New-York.
En outre, le roque a été à l'honneur dans le roman de Stephen King, Shining, l'enfant lumière.